# NGC 695
NGC 695 (również PGC 6844 lub UGC 1315) – galaktyka spiralna (Sbc), znajdująca się w gwiazdozbiorze Barana w odległości około 450 milionów lat świetlnych. Została odkryta 13 listopada 1786 roku przez Williama Herschela. Oddziałuje grawitacyjnie ze swoją małą towarzyszką.